# サ道
『サ道』（サどう）は、タナカカツキによるサウナを題材とした一連の著作。
2011年に刊行された『サ道』は、タナカがサウナにはまってゆく過程を、エッセイとイラストを交えて描く書籍。2016年に『サ道 心と体が「ととのう」サウナの心得』と改題し、加筆して文庫化した。
『モーニング』（講談社）にて、フィクション作品として『マンガ サ道〜マンガで読むサウナ道〜』が2014年42号に読切掲載ののち、2015年7号より断続的に連載され、2019年と2021年にはテレビドラマ化された。

## 書誌情報
- タナカカツキ『サ道』PARCO出版、単行本（ソフトカバー）
  - 2011年11月28日発売、ISBN 978-4-89194-923-5
- タナカカツキ『サ道 心と体が「ととのう」サウナの心得』講談社〈講談社+α文庫〉※上記書籍の改訂・加筆版
  - 2016年09月21日発売、ISBN 978-4-06-281696-0
- タナカカツキ『サ道 ととのいの果てに』PARCO出版、単行本（ソフトカバー）
  - 2022年02月28日発売、ISBN 978-4-86-506383-7
- タナカカツキ『マンガ サ道〜マンガで読むサウナ道〜』講談社〈モーニングKC〉、既刊6巻
  1. 2016年01月22日発売[2]、ISBN 978-4-06-388555-2
  2. 2019年07月23日発売[3]、ISBN 978-4-06-516291-0
  3. 2019年11月21日発売[4]、ISBN 978-4-06-517776-1
  4. 2021年01月21日発売[5]、ISBN 978-4-06-521915-7
  5. 2021年08月23日発売[6]、ISBN 978-4-06-524621-4
  6. 2022年08月23日発売[7]、ISBN 978-4-06-528915-0
- タナカカツキ『マンガ サ道 forビギナーズ 著者傑作選』講談社〈モーニングKC〉、2022年8月23日発売[8]、ISBN 978-4-06-528913-6

## テレビドラマ
2019年7月20日（19日深夜）から10月5日 （4日深夜）まで、テレビ東京のドラマ枠「ドラマ25」でテレビドラマ化された。原田泰造演じる主人公が様々なサウナを訪れ、サウナ&カプセルホテル北欧（主に浴場かレストラン）にて訪れた施設の特徴や感想を語り、「ととのう」までの姿を描く。
劇中のサウナは実在する施設を使用しており、実際の経営者や従業員も登場する場合がある。また、参考資料として映像のみ登場している施設（後述の放送日程を参照）や、台詞のみで存在が言及されている施設もある。
原作者のタナカは、「ととのう」瞬間を表現する劇中CGも制作し、主題歌の作詞も手がけている。
次回予告に相当する映像はエンディングにて、白黒映像として挿入される。エンドロールでは次回のサウナについて語られ、本編に登場したサウナの特徴（温度と湿度）と、サウナ入浴時の注意書きが表示される。サ道2021は次回予告がエンディングとは別に追加された。2024年冬SPではエンディング後にエピローグがあった。
また、本編では温浴施設におけるマナー違反の例が度々語られている。
2019年12月28日に年末スペシャル『2019 年末SP -北の聖地でととのう-』が放送された。
2021年2月14日にスペシャル『サ道 〜2021年冬 東京の空の下、少し離れてととのう〜』が放送された。この回から新型コロナウイルス感染症の社会的情勢を反映した演出を取り入れている。
2021年7月10日（9日深夜）から9月25日（24日深夜）まで、新シリーズ『サ道2021』がドラマ25枠にて放送された。
2022年12月25日にスペシャルドラマ『サ道〜2022年冬〜』が放送された。主人公・ナカタアツロウが二拠点生活を始めるためにホームサウナを建てる。
2023年12月24日にスペシャルドラマ『サ道〜2023年冬〜』が放送された。ナカタが偶然さん、イケメン蒸し男と共にサウナ旅へ出かける。
2024年12月21日にスペシャルドラマ『サ道 2024SP 誰しも何かを胸にととのう』が放送された。ナカタ、偶然さん、蒸し男の日常とサウナを描く。
2025年3月26日にはネットもテレ東・TVer・YouTube（テレ東公式 ドラマチャンネル）で『サ道 off-road』が配信された。ナカタが偶然さんを誘ってサウナ旅へ出かける。

### 登場人物
偶然さん、イケメン蒸し男、蒸しZの本名は作中では語られていない。キャストはプライベートでもサウナに行くサウナ好きから選ばれた。
ナカタアツロウ
演 - 原田泰造
ドラマ版の主人公。サウナー（サウナ愛好者）のクリエイター。愛称は「ナカちゃんさん」。幼少期に、建築家である父親（故人）がなぜサウナに入るか理解できず、それ以降は苦手意識があり敬遠していた。しかし、仕事が原因で落ち込んでいる時に寄った銭湯で「蒸しZ」と出会い、彼のサウナの入り方を真似しているうちに正しい入り方を知って、自分もハマる。これを機に、全国のサウナ施設を次々に訪問するようになった。一時期はととのうことに固執するあまり、急にととのわなくなったことでサウナ通いを断念（引退）しようとしていたが、蒸しZの言葉を思い出し、固執しなくなっている。それによりサウナ通いを再び続けている。
ナカタ自身は東京出身だが、母のヒロコは自分の出身地である大阪に在住し、父の墓もそちらにある（2021第5話 - 7話）。なお、母のヒロコは2024年冬SPで他界している。
偶然さん（ぐうぜん さん）
演 - 三宅弘城
営業マン。「偶然、偶然」が口癖。ナカタより年かさの、気のいい人物。旅先において一部では名が知れた文化人と勘違いされサインを残していくことがある（シーズン1第6話、年末スペシャル）。既婚者で、小学生の娘・明日菜がいるが、女好きの一面も見られる。
イケメン蒸し男（イケメンむしお）
演 - 磯村勇斗
経営コンサルタント。若くややキザだが、サウナの知識は他の2人よりも豊富である。異様なほどタオルで股間をガードしているため、よく偶然さんにちょっかいを出される。年末スペシャルでは「独立し気合を入れる」として金髪に染めた。2021では髪を黒髪に戻したほか、第7話では、ドバイで会社を立ち上げようとしているため、髭を生やしている。長崎出身（2021第3話）。2023年冬SP以降は日本国内で会社を経営し社長をしている。
赤井（あかい）
演 - 荒井敦史
サウナ&カプセルホテル北欧の従業員で、偶然さんに弟子扱いされながら熱波師を務める男。
蒸しZ（むしゼット）
演 - 宅麻伸
「Z」と書かれたタオルを持っていた謎のサウナー。ナカタにサウナの極意を伝える。シーズン1において、ナカタは再び彼に会うため情報を集めていたが、意外な所で再会する。

### ゲスト

#### シーズン1
第5話
ヤンキー風男
演 - 一ノ瀬ワタル
テントサウナで出会ったコワモテな男性。当初ナカタはたじろいたものの、話せば気のいい人物だった。

第6話
笹野美紀恵
演 - 本人（第8話）
第8話
ミズキ
演 - 小宮有紗
エリカ
演 - 竹内渉（第9話）
マミ
演 - 松田リマ（第9話）
さうな姫
演 - 本人

第9話
社長
演 - 山下真司
偶然さんの接待相手先の社長。サウナを「熱いだけ」と嫌い、ジャグジーでシャンパンを煽る。

第10話
村田直行
演 - 荒川良々（2021第8話、2024年冬SP）
京王八王子周辺に住み、笹塚初台の「天空のアジト マルシンスパ」がホームサウナのサラリーマン。ナカタらによる愛称は「ツルピカさん」。仕事が出来ず周りから蔑まれている。また、家族からもぞんざいな扱いを受けている。
2024年冬SPでは北関東にある鉄工所の所長となり単身赴任中。髪と髭を伸ばしているが、悩みは相変わらず。
村田の取引先の男性
演 - 本折最強さとし
村田の部下
演 - 島田桃子
マグ万平
演 - 本人

#### サ道2021
第1話
ミロ
演 - アンティ・クンナス（第12話）
フィンランド出身の男性。

第3話
リョウ
演 - 藤原季節
蒸し男の幼馴染で親友。家業を継ぎたいと蒸し男に告げる。当初蒸し男は納得できなかったが、テントサウナに入るうちに納得できるようになる。

第4話
ヘルパーさん
演 - 前野朋哉
池袋の「池袋 タイムズ スパ・レスタ」がホームサウナの会社員。社内での役目から「ヘルパーさん」と呼ばれる。
吉田くん
演 - 戸塚純貴
小倉くん
演 - 前原滉

第5話
ナカタヒロコ
演 - 松原智恵子（第7話、2024年冬SP）
ナカタの母。2024年冬SPで他界。亡くなる前ナカタに遺言を残す。なお、この遺言はナカタがマサムネに言う際にも使われた。

第8話
猪又
演 - 和田正人
村田の上司
演 - 岩松了
マイケル富岡
演 - 本人

第9話
アダチ
演 - 永山絢斗
トラック運転手で妻子持ちのサウナ愛好家。ナカタらと面識はないが、ラブホテルのサウナを一人でこっそり利用している件を彼らに噂される内、妻に不倫を誤解され離婚を迫られる。偶然さん曰く「ラブホさん」。
掃除のおばちゃん
演 - 池谷のぶえ
アダチが通うラブホテルの清掃担当。清掃後にこっそりサウナを楽しむ。
アダチの同僚
演 - 酒井健太（アルコ&ピース）
マリ
演 - 加弥乃
アダチの妻。

第10話
明日菜（あすな）
演 - 新津ちせ（2022年冬SP）
偶然さんの娘。大のサウナ嫌いだが、母・円香の言葉を機にサウナを体験する。2022年冬SPでは月に1回、偶然さんと銭湯に入るようになった。2023年冬SPでの偶然さんの台詞によると中学受験をしたいと受験に励んでおり、off-roadでは中学生になっていて親離れしたことが語られる。
円香（まどか）
演 - 水川あさみ
偶然さんの妻で明日菜の母。

#### 2022年冬SP
センセイ
演 - 岡山天音
ホームセンターのアルバイト店員。ナカタがホームサウナを建てる際に色々と教えた。
おやじさん
演 - 石丸謙二郎
センセイの父。小さな工務店の社長。

#### 2023年冬SP
コハル
演 - 瀧内公美
ナカタ行きつけのカフェの店員。ナカタが懸想していたが、実は既婚者だった。
全然くん
演 - 板垣瑞生
ナカタと偶然さんがThe Saunaで出会った若者。「全然、全然」が口癖。

#### 2024年冬SP
マサムネ
演 - 染谷将太
売れないお笑い芸人。フードデリバリーのアルバイトをしている。偶然さんがつけたあだ名は「伊達男くん」。
蒸し男の部下
演 - 中井友望、碧木愛莉、工藤孝生
社長である蒸し男と共に、HUBHUBでサウナを楽しむ。
工員
演 - 原田文明
カネツグ
演 - 松川尚瑠輝
マサムネの相方。マサムネに芸人を辞めたいと告げる。
マミ
声 - 直田姫奈
蒸し男の彼女。蒸し男は結婚も考えていたが、以前から彼女の夢だった海外での仕事が決まり、蒸し男から引き止められなかったため別れることになった。

### スタッフ

#### シーズン1スタッフ
- 脚本 - 根本ノンジ、竹村武司、永井ふわふわ
- ブレーン - マグ万平
- 監督 - 長島翔
- 音楽 - とくさしけんご
- チーフプロデューサー - 大和健太郎
- プロデューサー - 五箇公貴、寺原洋平、松本彩夏、手塚公一、伊藤才聞
- 制作 - テレビ東京、イースト・エンタテインメント
- 製作著作 - 「サ道」製作委員会

#### 2021スタッフ
- 脚本 - 根本ノンジ、山田能龍、竹村武司
- 監督 - 長島翔
- 音楽 - とくさしけんご
- プロデューサー - 寺原洋平（テレビ東京）、五箇公貴、手塚公一、伊藤才聞
- 制作 - テレビ東京、イースト・ファクトリー
- 製作著作 - 「サ道2021」製作委員会

#### SPスタッフ
- 脚本 - 根本ノンジ（2022・2023・2024）、長島翔（off-road）
- 監督 - 長島翔
- 音楽 - とくさしけんご
- プロデューサー - 寺原洋平（テレビ東京）、五箇公貴、手塚公一、伊藤才聞、太田凌介（テレビ東京、2023）、加瀬未奈（テレビ東京、2024・off-road）
- 制作 - テレビ東京、イースト・ファクトリー
- 協力 - KDDI（off-road）

### 楽曲
オープニングテーマ
- Cornelius「サウナ好きすぎ」（ワーナーミュージック・ジャパン / シーズン1 - サ道2021第2話、サ道2023冬SP）
- Cornelius「サウナ好きすぎ、より深く」（ワーナーミュージック・ジャパン / サ道2024冬SP、off-road）

エンディングテーマ
- Tempalay「そなちね」（SPACE SHOWER MUSIC / シーズン1 - 2021年冬SP）
- Tempalay「あびばのんのん」（unBORDE / サ道2021、2022冬SP、2023冬SP、2024冬SP）

### 放送日程
| 各話       | 放送日         | サブタイトル                       | 脚本         | 登場する施設（太字は各話のメイン）                                                                                 |
| ---------- | -------------- | ---------------------------------- | ------------ | --- |
| 第1話      | 2019年07月20日 | 上野の空の下でととのう             | 根本ノンジ   | サウナ&カプセルホテル北欧 （以降もシリーズを通じて毎回登場） みやこ湯（回想）                                      |
| 第2話      | 07月27日       | 風の滝でととのう                   | 根本ノンジ   | ニューウイング |
| 第3話      | 08月03日       | 杉並の住宅街でととのう             | 根本ノンジ   | ゆ家 和ごころ 吉の湯 天空のアジト マルシンスパ（回想） タイムズ スパ・レスタ（回想） 麻布黒美水温泉 竹の湯（回想） |
| 第4話      | 08月10日       | エレガントな熱波でととのう         | 竹村武司     | 草加健康センター サウナセンター 天空のアジト マルシンスパ（回想） 新湯治場 秋山温泉（回想）                        |
| 第5話      | 08月17日       | テントサウナでととのう             | 根本ノンジ   | 湘南ひらつか太古の湯 グリーンサウナ                                                                                |
| 第6話      | 08月24日       | サウナの聖地でととのう             | 竹村武司     | サウナしきじ |
| 第7話      | 08月31日       | ゴッドファーザーと共にととのう     | 竹村武司     | サウナ＆カプセルホテル ウェルビー栄店                                                                              |
| 第8話      | 09月07日       | 女性のための最先端サウナでととのう | 竹村武司     | サウナラボ |
| 第9話      | 09月14日       | 哀しきサラリーマンの隣でととのう   | 永井ふわふわ | 大磯プリンスホテル THERMAL SPA S.WAVE                                                                              |
| 第10話     | 09月21日       | 天空のアジトで男泣きにととのう     | 根本ノンジ   | 天空のアジト マルシンスパ                                                                                          |
| 第11話     | 09月28日       | 西の聖地でととのう…のか!?          | 竹村武司     | サウナと天然温泉 湯けむり天国 湯らっくす                                                                           |
| 第12話     | 10月05日       | サウナとは?                        | 竹村武司     | サウナと天然温泉 湯けむり天国 湯らっくす                                                                           |
| 年末SP     | 12月28日       | 北の聖地でととのう                 | 竹村武司     | 星野リゾート OMO7旭川 サウナプラトー 吹上露天の湯 吹上温泉保養センター 白銀荘                                      |
| 2021年冬SP | 2021年2月14日  | 東京の空の下、少し離れてととのう   | 根本ノンジ   | 豊島園 庭の湯 サウナ錦糸町                                                                                         |

| 各話             | 放送日         | サブタイトル                       | 脚本       | 登場する施設（太字は各話のメイン）                                                          |
| ---------------- | -------------- | ---------------------------------- | ---------- | ------------------------------------------------------------------------------------------- |
| 第1話            | 2021年07月10日 | 東京の空の下 願いを込めてととのう  | 根本ノンジ | 東京ドーム天然温泉・スパ ラクーア                                                           |
| 第2話            | 07月17日       | 憂鬱な朝、銭湯サウナでととのう     | 根本ノンジ | 錦糸町・黄金湯                                                                              |
| 第3話            | 07月24日       | 男の友情でととのう                 | 根本ノンジ | テントサウナ                                                                                |
| 第4話            | 07月31日       | 都心の上空、自分のペースでととのう | 山田能龍   | 池袋 タイムズ スパ・レスタ                                                                  |
| 第5話            | 08月07日       | サウナの世界遺産でととのう         | 山田能龍   | 大阪 ニュージャパン梅田                                                                     |
| 第6話            | 08月14日       | 青春の面影にととのう               | 山田能龍   | 京都 五香湯 サウナの梅湯                                                                    |
| 第7話            | 08月21日       | 神々と一緒にととのう               | 山田能龍   | 神戸 サウナ&スパ                                                                            |
| 第8話            | 08月28日       | ととのいで逢えたら                 | 竹村武司   | サウナ&カプセルホテル北欧                                                                   |
| 第9話            | 09月04日       | 独りきりでととのう                 | 根本ノンジ | 秘密の場所                                                                                  |
| 第10話           | 09月11日       | 偶然 訪れた夏にととのう            | 竹村武司   | 埼玉 オーパークおごせ                                                                       |
| 第11話           | 09月18日       | サウナの理想郷でととのう           | 根本ノンジ | 佐賀 御船山楽園ホテル らかんの湯                                                            |
| 第12話           | 09月25日       | 世界のどこかで一緒にととのう       | 根本ノンジ | 佐賀 御船山楽園ホテル らかんの湯                                                            |
| 2022年冬SP       | 2022年12月25日 | 小さな幸せを胸にととのう           | 根本ノンジ | ナカタサウナ 新湯治場 秋山温泉 湯どんぶり栄湯（偶然さんと明日菜） ROOFTOP（イケメン蒸し男） |
| 2023年冬SP       | 2023年12月24日 | 一緒に旅に出て、ととのう           | 根本ノンジ | サウナカー The Sauna LAMP 野尻湖 三ノ輪・改栄湯                                             |
| 2024年冬SP       | 2024年12月21日 | 誰しも 何かを胸にととのう          | 根本ノンジ | HUBHUB 下北沢                                                                               |
| off-road（前編） | 2025年03月26日 | 悠久の時を越えてととのう           | 長島翔     | タマディック名古屋ビル 田辺温熱保養所                                                       |
| off-road（後編） | 2025年03月26日 | 悠久の時を越えてととのう           | 長島翔     | 大垣サウナ                                                                                  |

### 放送局
| 放送期間                  | 放送日時                     | 放送局         | 備考                     |
| ------------------------- | ---------------------------- | -------------- | ------------------------ |
| 2019年07月20日 - 10月05日 | 土曜 0:52 - 1:23（金曜深夜） | テレビ東京     | 製作局                   |
| 2019年07月20日 - 10月05日 | 土曜 0:52 - 1:23（金曜深夜） | テレビ大阪     |                          |
| 2019年07月20日 - 10月05日 | 土曜 0:52 - 1:23（金曜深夜） | テレビ北海道   |                          |
| 2019年07月20日 - 10月05日 | 土曜 0:52 - 1:23（金曜深夜） | TVQ九州放送    |                          |
| 08月07日 - 10月22日       | 水曜 1:00 - 1:30（火曜深夜） | テレビ愛知     |                          |
| 08月13日 - 10月29日       | 火曜 1:00 - 1:30（月曜深夜） | 奈良テレビ     | 独立局                   |
| 08月16日 - 11月08日       | 金曜 0:53 - 1:23（木曜深夜） | 静岡放送       | TBS系                    |
| 08月27日 - 11月26日       | 火曜 1:00 - 1:30（月曜深夜） | 北陸放送       | TBS系                    |
| 09月02日 - 11月25日       | 月曜 1:25 - 1:55（日曜深夜） | テレビ熊本     | フジテレビ系             |
| 09月05日 - 11月22日       | 木曜 0:30 - 1:00（水曜深夜） | 鹿児島テレビ   | フジテレビ系             |
| 09月19日 - 12月05日       | 木曜 1:39 - 2:09（水曜深夜） | 福島中央テレビ | 日本テレビ系             |
| 10月03日 - 12月19日       | 木曜 0:00 - 0:30（水曜深夜） | BSテレ東（2K） |                          |
| 10月03日 - 12月19日       | 木曜 0:00 - 0:30（水曜深夜） | BSテレ東4K     | 4Kアップコンバートで放送 |

| 放送期間                  | 放送日時                     | 放送局            | 備考                     |
| ------------------------- | ---------------------------- | ----------------- | ------------------------ |
| 2021年07月10日 - 09月25日 | 土曜 0:52 - 1:23（金曜深夜） | テレビ東京        | 製作局                   |
| 2021年07月10日 - 09月25日 | 土曜 0:52 - 1:23（金曜深夜） | テレビ大阪        |                          |
| 2021年07月10日 - 09月25日 | 土曜 0:52 - 1:23（金曜深夜） | テレビ北海道      |                          |
| 2021年07月10日 - 09月25日 | 土曜 0:52 - 1:23（金曜深夜） | テレビ愛知        |                          |
| 2021年07月10日 - 09月25日 | 土曜 0:52 - 1:23（金曜深夜） | TVQ九州放送       |                          |
| 8月11日 - 10月27日        | 水曜 0:30 - 1:00（火曜深夜） | NST新潟総合テレビ | フジテレビ系             |
| 8月21日 - 12月25日        | 土曜 11:05 - 11:35           | テレビ熊本        | フジテレビ系             |
| 9月21日 - 12月07日        | 火曜 0:55 - 1:25（月曜深夜） | 青森テレビ        | TBS系                    |
| 9月24日 - 12月10日        | 金曜 1:50 - 2:20（木曜深夜） | 秋田テレビ        | フジテレビ系             |
| 10月07日 - 12月23日       | 木曜 0:00 - 0:30（水曜深夜） | BSテレ東（2K）    |                          |
| 10月07日 - 12月23日       | 木曜 0:00 - 0:30（水曜深夜） | BSテレ東4K        | 4Kアップコンバートで放送 |

### ネット配信
シーズン1
- ひかりTVにて第1話は2019年7月14日0:00より配信。第1話の地上波放送直後より、毎週次話（第2話以降）の先行配信が開始された。

スペシャル
ひかりTV（2023年冬SP以降はLemino）にて地上波放送後より一定期間はサブスクリプション独占配信。

サ道2021
- ひかりTV、Paraviにて第1話は2021年7月2日23:00より配信。第1話の地上波放送直後より、毎週次話（第2話以降）の先行配信が開始された。

### DVD・Blu-ray
『サ道』DVD BOX・Blu-ray BOX
TCエンタテインメントから2019年12月25日発売。各4枚組（本編：3枚、特典映像：1枚）。
『サ道2021+スペシャル2019・2021』DVD BOX・Blu-ray BOX
TCエンタテインメントから2022年2月9日発売。各5枚組（本編：4枚、特典映像：1枚）。
| テレビ東京 ドラマ25                           | テレビ東京 ドラマ25                  | テレビ東京 ドラマ25                                      |
| 前番組                                        | 番組名                               | 次番組                                                   |
| --------------------------------------------- | ------------------------------------ | -------------------------------------------------------- |
| 四月一日さん家の （2019年4月20日 - 7月6日）   | サ道 （2019年7月20日 - 10月5日）     | ひとりキャンプで食って寝る （2019年10月19日 - 12月28日） |
| ソロ活女子のススメ （2021年4月3日 - 6月19日） | サ道2021 （2021年7月10日 - 9月25日） | おしゃ家ソムリエおしゃ子!2 （2021年10月9日 - 12月25日）  |